# Pontus Widén

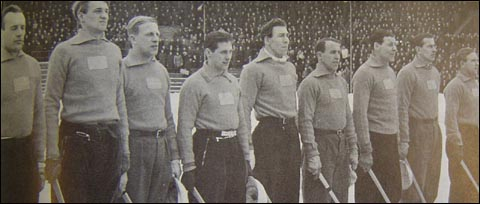
Sveriges landslag i bandy uppställt inför landskampen mot Finland på Stockholms stadion den 23 februari 1947. Tvåa från vänster Pontus Widén.

Pontus Widén, född den 11 oktober 1920 i Villberga, död den 10 maj 1983, var en svensk spelare och idrottsledare i bandy. Han var ordförande för Västerås SK 1955–1959, ordförande för Västmanlands Bandyförbund 1957–1967, ordförande i Svenska Bandyförbundet 1970–1983, president i det Internationella Bandyförbundet 1978–1983.

## Sifferdata
- Klubbar: Västerås SK BK, VSK 1923-1942
- Position: Vänsterinner
- SM-finaler: 7 (9 inkl omspel) (1942, 1943 (2ggr), 1944, 1946 (2ggr), 1947, 1948 och 1950)
- SM-guld: 4 (1942, 1943, 1948 och 1950)
- Allsvensk skyttekung: 1944, 1950, 1951
- Landskamper: 4 (1942-1950)
- Landskampsmål: 3
- Allsvenska/Div1 Matcher: 107
- Allsvenska Mål: 123 (inklusive VSK:s 500:e)
- Stor grabb: Nr 42
- Invald i Svensk Bandy Hall of Fame: Nr 5[2]

## Biografi
Pontus Widén arbetade som försäljare av maskiner. Efter att ha varit försäljningschef på ANA i Enköping startade han den 1 september 1966 Pontus Widén Maskin AB i Västerås, ett företag med bland annat försäljning och service av lantbruksmaskiner som ännu drivs med huvudkontor i Västerås och verksamhet i Uppsala, Rättvik och Hedemora.
Pontus Widén startade sin bandykarriär i VSK:s juniorlag 1937, debuterade i VSK:s A-lag 1939 och vann den allsvenska skytteligan tre gånger. Av dessa tre segrar är den mest imponerande den från 1944 då han vann skytteligan med 17 mål på sex matcher. VSK hade mycket tack vare honom en storhetsperiod under 40-talet. Från säsongen 1939–1940 till 1951–1952 vann VSK serien åtta gånger och blev aldrig sämre än trea, spelade sju finaler och vann fyra svenska mästerskap.
Redan som aktiv spelare blev Widén ordförande i VSK 1955, en post han höll fram till 1959. Som ordförande i VSK var han en av de starka krafterna bakom världens första konstfrusna bandyarena på Rocklunda IP invigd 2 december 1956. Via ordförandeposter i Västmanlands bandyförbund samt Svenska bandyförbundet nådde han presidentposten i det Internationella Bandyförbundet, IBF. Under sin period som president i IBF fick han se Sverige vinna sina två första VM-guld 1981 och 1983 samt uppleva bandyns spridning till Nordamerika. 
Pontus Widéns karriär innefattade även en SM-final 1943 i ishockey för IK Göta mot Hammarby IF, förlust 1–4, fotboll i dåvarande div 2 för Djurgårdens IF samt vissa framgångar i tennis. Widén var inte bara en av Västerås SK:s stora bandyprofiler, utan han tillhör även svensk och internationell bandys färgstarkaste figurer. 
Ett par månader före sin bortgång fick han ta emot H.M. Konungens medalj av 8:e storleken.

## Övrigt
Svenska Bandyförbundet och representanter för Pontus Widéns efterlevande delar varje år, i samband med SM-finalen, ut stipendium ur Pontus Widéns Minnesfond, till förtjänta arrangemang, klubbar och ledare som har gjort en stor insats för ungdomsbandyn. Den förste stipendiaten blev 1984 Tom Jemtrén, Västerås SK Bandyklubb.
Widénska gymnasiet i Västerås är uppkallat efter Pontus Widén och inriktar sig på idrott.
Han har även fått en gata uppkallad efter sig, Pontus Widéns väg i Västerås. 
Pontus Widén är invald i Svensk Bandy Hall of Fame som nummer fem.

### Fotnoter
1. ↑  ”Federation of International Bandy”. Arkiverad från originalet den 18 oktober 2011. https://web.archive.org/web/20111018073000/http://www.internationalbandy.com/viewNavMenu.do?menuID=13. Läst 2 september 2011.
2. ↑  ”5. Pontus Widén”. IdrottOnline Förbund - en del av svensk idrott. Arkiverad från originalet den 13 april 2013. https://web.archive.org/web/20130413090137/http://iof1.idrottonline.se/SvenskaBandyforbundet/Bandy-Sverige/SvenskaBandyforbundet/Historikochstatistik/HallofFame1/InvaldaiHallofFame/5PontusWiden/. Läst 31 oktober 2012.
3. ↑  Västerås stad (5 oktober 2019). ”Widénska Idrott och studier”. Widénska skolans hemsida. Västerås stad. Arkiverad från originalet den 3 november 2019. https://web.archive.org/web/20191103125222/http://www.idrottscollege.se/. Läst 24 oktober 2019.
4. ↑  Bandy hall of fame Arkiverad 18 juli 2012 hämtat från the Wayback Machine. Hall of fame